# Gymnosporia serrata
Gymnosporia serrata là một loài thực vật có hoa trong họ Dây gối. Loài này được (Hochst. ex A.Rich.) Loes. mô tả khoa học đầu tiên năm 1908.